# Argentinos por su nombre
Argentinos por su Nombre fue un programa conducido por Andy Kusnetzoff producido por Mandarina para Canal 13. 
El programa tenía como objetivo “reflejar los distintos sectores y momentos de la sociedad argentina.” En cada emisión, el conductor transitaba la ciudad en su auto en busca de historias de la realidad de las distintas vivencias de los argentinos, en las que se entrecruzan la política, el espectáculo, lo social, la actualidad, la historia, y las costumbres. A lo largo de cada programa, se realizan distintas “paradas”, cada una con una temática diferente, donde, por ejemplo, se ve la participación de un artista conocido, la campaña de un político y algún evento social.
El 10 de agosto de 2006 comenzó la primera temporada. En esta ocasión, el programa era emitido los jueves a las 23:30 conducido por Andy Kusnetzoff con segmentos especiales de Carla Czudnowsky y Martin Ciccioli y voz en off de Elizabeth Vernaci.
El 10 de mayo de 2007, se dio inicio a la segunda temporada, esta vez sin Ciccioli ni Czudnowsky.
El 30 de marzo de 2008 comenzó a emitirse la tercera temporada todos los domingos a las 21. Esta vez, Andy estuvo acompañado por Diego Alonso.
Premios y nominaciones
- Martín Fierro 2007: mejor programa periodístico
- Martín Fierro 2008
  - Mejor programa periodístico
  - Labor conducción masculina (Andy Kusnetzoff)